# Ursula Micaela Morata

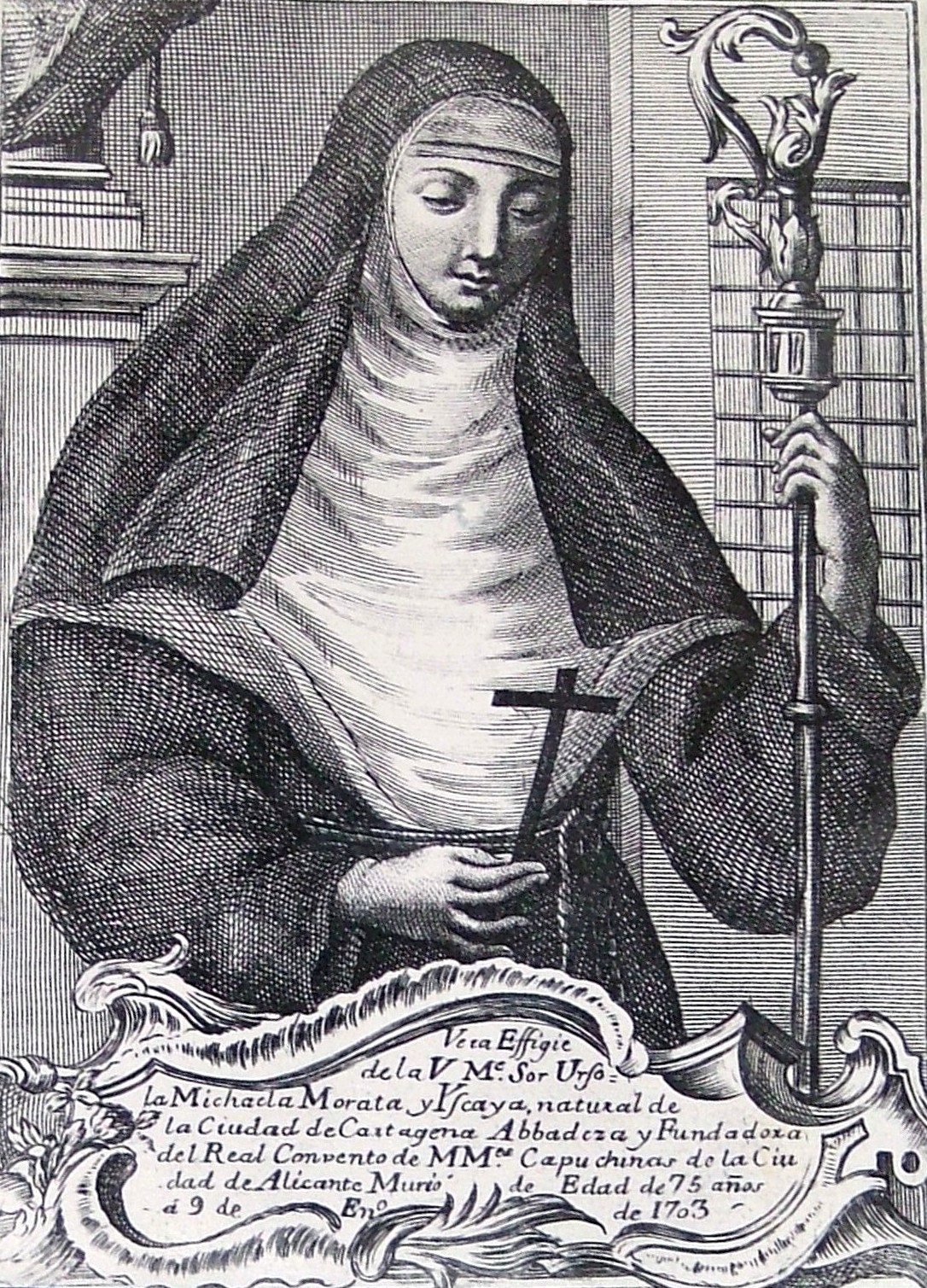
Ursula Micaela Morata

Ursula Micaela Morata (* 21. Oktober 1628 in Cartagena; † 9. Januar 1703 in Alicante) war eine Nonne im Orden der Klarissen-Kapuzinerinnen. Sie gründete das Kloster der Klarissen-Kapuzinerinnen in Alicante (Spanien).

## Kindheit
In einer reichen Familie geboren, war sie das jüngste von insgesamt dreizehn Kindern. Ihre Eltern waren beide italienischer Abstammung. Ihr Vater Marc Aurel war ein Ritter des Staates von Savoyen. Ihre Mutter hieß Juana Garibaldoauch. Beide starben im Abstand von drei Tagen im Jahre 1632, als Ursula drei Jahre alt war; sie wurde fortan von ihrer älteren Schwester Sebastiana betreut. Mit vier Jahren hatte sie ihre erste mystische Erfahrung. Später begann sie mit Fasten und Kasteiungen. Von ihrer Schwester lernte sie lesen und schreiben.

## Jugend
Trotz des Widerstandes ihrer Familie trat sie im Jahre 1644 in das Kapuzinerinnenkloster von Murcia ein, das von der Heiligen Maria Angela Astorch gegründet worden war. Ihre Profess feierte sie am 20. Januar 1647, dabei nahm sie den Ordensnamen Micaela an. 
Im Jahr 1648 wütete die Pest in Murcia, und Schwester Ursula wurde Krankenschwester. In den Jahren 1651 und 1653 zwangen die Überschwemmungen des Flusses die Gemeinschaft zur Flucht, und die Schwestern fanden Zuflucht im Kloster auf dem Berg der Einsiedler. Während dieser Zeit erlebte Schwester Ursula Micaela die „dunkle Nacht“, eine wesentliche Stufe der spirituellen Krise unter den Mystikern. Im Jahre 1652 erhielt sie das Mandat ihres Beichtvaters, ihre Autobiographie zu schreiben. 
Schwester Ursula Micaela hatte mehrere übernatürliche Erfahrungen, wie sie auch von anderen Mystikern bekannt sind. Sie korrespondierte mit Karl II. von Spanien und Johann von Österreich.

## Stiftung in Alicante
Im Jahre 1669 begannen die Bemühungen, ein Kloster der Klarissen-Kapuzinerinnen in der Stadt Alicante zu gründen. Aufgrund vieler Probleme begannen die Arbeiten aber erst 1672 und wurden 1682 abgeschlossen. Das Kloster erhielt den Namen Triumph des Allerheiligsten.

## Tod und Seligsprechungsverfahren
Nach zwei Jahren schmerzhafter Krankheit starb Sr. Micaela am 9. Januar 1703 im Alter von 75 Jahren. Wegen des Rufs der Heiligkeit, in dem Sr. Micaela stand, und ihres gesellschaftliches Ansehen, wurde sie sechs Tage in der Kirche aufgebahrt. Der Leichnam zeigte in dieser Zeit keinerlei Verwesung. Das diözesane Verfahren zur Seligsprechung wurde durch den Bischof von Orihuela-Alicante, Rafael Palmero, am 11. Oktober 2006 eröffnet und endete am 11. Juni 2009.

## Bibliografie
- Pérez de Rada, Javier (Hrsg.) (2007): Sor Ursola Michaela Morata. Fundadora y Abadesa del Real Convento de los Triunfos del SS. Sacramento de Capuchinas de Alicante (Facsimil de la edición de 1703). Madrid, Fundación Jaureguizar. ISBN 978-84-930886-8-2.
- Piquer Garcés, Vicente Benjamín (Hrsg.) (2006): Sor Úrsula Micaela Morata, Clarisa Capuchina (1628-1703). Alicante, Proceso de Canonización de Sor Úrsula Micaela Morata.
- Saez Vidal, Joaquín (1987): Sor Úrsula Micaela Morata (1628-1703) Experiencia religiosa y actividad personal. Alicante, Caja de Ahorros de Alicante y Murcia. ISBN 84-7599-043-6.
- Triviño, María Victoria (Hrsg.) (1992): Escritoras Clarisas Españolas. Antología. Madrid, B.A.C. ISBN 978-84-7914-073-1.